# Alessandro Farnese (1545–1592)
Alessandro Farnese, hertig av Parma och Piacenza sedan 1586, guvernör i Spanska Nederländerna sedan 1578, född 27 augusti 1545 i Rom, död 3 december 1592 i Arras, var en italiensk furste, militär och diplomat i italiensk tjänst. Farnese var son till Ottavio Farnese och Margareta av Parma, illegitim dotter till Habsburgskejsaren Karl V. 

## Biografi
Farnese var en av sin tid främsta fältherrar. Han deltog med utmärkelse i sjöslaget vid Lepanto och följde senare sin mor till Nederländerna där han ledde de spanska trupperna i kampen mot Vilhelm I av Oranien. Efter Juan de Austria död 1578 blev Farnese själv ståthållare. Han lyckades inta Gent, Bryssel och Antwerpen och var på väg att krossa upproret, då Filip II återkallade honom till Spanien för att leda Den oövervinnerliga armadan. Efter armadans undergång 1588 förde Farnese befälet över de spanska trupper, som skulle understödja de franska katolikerna mot Henrik IV. Han lyckades undsätta Paris och förmå Henrik att upphäva belägringen av staden 1590. Han vann flera framgångar men blev 1592 besegrad av Henrik och sårades dödligt i slaget. 
Farnese visade prov på betydande diplomatisk förmåga och var även i detta hänseende vuxen sin motståndare i Nederländerna, Vilhelm av Oranien. Genom att utnyttja de religiösa motsättningen mellan de reformerta i norra Nederländerna och de katolska i södra lyckades han försvaga Nederländarnas motstånd genom inbördes konflikter.
Han gifte sig 1565 med Maria av Aviz.